# DigiNotar
DigiNotar war eine niederländische Zertifizierungsstelle. Das 1997 von Dick Batenburg in Beverwijk gegründete Unternehmen DigiNotar BV spezialisierte sich auf Dienstleistungen für Notare (u. a. die Koninklijke Notariële Beroepsorganisatie) und die staatliche Public-Key-Infrastruktur in den Niederlanden.
Die Firma wurde im Januar 2011 von der Firma VASCO Data Security International übernommen. Anfang September 2011 wurde bekannt, dass ein Angreifer sich unbefugt Zertifikate für diverse Domains (u. a. google.com) ausgestellt hatte. Diese wurden nachweislich für Abhörangriffe auf iranische Bürger benutzt. Die betroffenen Zertifizierungsstellen („CAs“) wurden daraufhin von einigen Browser- und Betriebssystemherstellern aus deren Systemen entfernt. Dadurch werden auch legitime Zertifikate von DigiNotar nicht mehr als gültig anerkannt, was ernste Folgen für die IT-Infrastruktur hat, da Zertifikate von DigiNotar in den Niederlanden auch für die staatliche Public-Key-Infrastruktur benutzt werden. Am 20. September 2011 wurde DigiNotar für insolvent erklärt.